# Восточная область (Гана)
Восто́чная о́бласть (англ. Eastern Region) — одна из 16 областей Ганы, административно-территориальная единица первого уровня, западнее реки Вольта. Административный центр — Кофоридуа.
Граничит с областью Боно-Ист на севере, Вольтой — на востоке, с расположенными  на побережье Гвинейского залива Центральной областью и Большой Аккрой — на юге, Ашанти — на западе.
После обретения независимости Ганы от Великобритании 6 марта 1957 года, в 1958 году прибрежный регион бывшей британской колонии Золотой Берег был разделён на Восточную и Западную области Ганы. В 1975 году из состава Восточной области была выделена область Большая Аккра.
Является одной из наиболее значительных по численности населения областей, наряду с Западной областью, Ашанти и столичной областью Большая Аккра. По состоянию на 1977 года в Восточной области шёл процесс развития городов на стадии образования городских агломераций несколько медленнее, чем в Западной области. В Ашанти и в Восточной области имеются месторождения бокситов с богатым содержанием глинозема (до 63%). По состоянию на 1963 год добыча алмазов сосредоточена почти целиком в районе реки Бирим в Восточной области и к югу от Тарквы — в долине Бонсы, притока Анкобры в Западной области. Первое месторождение более крупное, находится оно в руках иностранных компаний, применяющих машины, второе месторождение разрабатывается местными предпринимателями и старателями. В Восточной области (Нкоко и др.) ведутся основные лесозаготовки.
По состоянию на 1985 год аканы составляют примерно 70% населения в Восточной области, а эве — 30%.